# Feldflieger-Abteilung 49
Feldflieger-Abteilung Nr. 49 – FFA 49 (Polowy oddział lotniczy nr 49) – jednostka obserwacyjna i rozpoznawcza lotnictwa niemieckiego Luftstreitkräfte z początkowego okresu I wojny światowej.

## Informacje ogólne
Jednostka została utworzona na początku I wojny światowej, w dniu 18 stycznia 1915 roku w Fliegerersatz Abteilung Nr. 2 i weszła w skład większej jednostki Batalionu Lotniczego nr 1. Jednostka uczestniczyła w walkach na frontach wschodnim. 
11 stycznia 1917 roku jednostka została przeformowana i zmieniona w Fliegerabteilung 11 - (FA 11).